# Ксендзовский, Михаил Давыдович
Михаи́л Давы́дович (Дави́дович) Ксендзо́вский (29 сентября (11 октября) 1886, Балта — 22 ноября 1963, Ленинград) — российский и советский певец (тенор), артист оперетты, театральный деятель.

## Биография
Родился в Балте Подольской губернии в еврейской семье. 
В 1901—1903 годах пел в хоре Народного дома в Одессе, затем в оперных театрах Одессы и Тифлиса. Совершенствовался в Италии.
С 1908 года выступал как артист оперетты, играл в провинциальных театрах Казани, Самары и других городах, в 1910—1911 годах входил в состав оперетточной труппы  М. А. Полтавцева. В 1911 году был приглашён в Петербургский театр «Пассаж». В 1913—1917 годах выступал в петербургских театрах «Летний Буфф» и «Палас-театр», в московском театре «Эрмитаж». Исполнял главные роли в опереттах Легара, Кальмана, Иоганна Штрауса. Являлся одним из популярных петербургских артистов оперетты. Записывался на грампластинки на фирмах «Граммофон», «Бека», «Сирена», «РАОГ», «Занофон», «Рекорд» и других.
В 1918 году было создано «Товарищество артистов М. Д. Ксендзовский, М. А. Ростовцев и А. Н. Феона», спектакли товарищества с участием Ксендзовского проходили в театре «Летний Буфф».
Ксендзовский, — действительно, певец Божией милостью. Его пѳние всегда согрето истинным вдохновением, льётся свободно. Даже наиболее шаблонные мелодии приобретают в исполнении Ксендзовского благородный колорит. Этот певец имеет ещё два козыря: золотой тембр и... слезу. Вспомните, как Ксендзовский исполняет итальянскую балладу «Море» — тут никто не сумеет конкурировать.
В 1919 году совместно с Алексеем Феона создал театр «Музыкальная Комедия». В 1919—1928 годах — председатель распорядительского совета, член правления и управляющий театром, входил в состав труппы театра. В 1923 году был оштрафован за «исполнение запрещённых куплетов». В январе 1928 года впервые выступил в Большом зале Ленинградской филармонии на праздновании юбилея «Красной газеты».
В 1928 году был обвинён в финансовых махинациях, арестован и осуждён Ленинградским окружным судом на 5 лет. Согласно обвинению, театр, на бумаге являясь «трудовой бригадой артистов», фактически функционировал, как частная антреприза. В советской печати Ксендзовский был назван «театральным аферистом», «жуликом от опереттки». Отбывал наказание в лагере в Медвежьей Горе. В 1932 году был переведён на Соловки, где руководил лагерным театром. В 1933 году досрочно освобождён.
В январе 1934 года и октябре 1935 года принимал участие в концертах мастеров советского искусства в Большом зале Ленинградской филармонии. В 1935 году выступал в Ленинградском государственном эстрадном театре «Мюзик-холл».
С 1935 года работал в ансамбле мастеров оперетты Ленгосэстрады под руководством Брониславы Бронской, с которым гастролировал по стране.
В период Великой Отечественной войны ансамбль оставался в Ленинграде и дал около 3000 спектаклей и концертов на фронте и в блокадном городе. 25 апреля 1942 года во время артиллерийского обстрела Ксендзовский был ранен в лицо. 25 апреля 1943 года Бронская и Ксендзовский исполнили дуэт из оперетты Михаэля Краусса «Подвязка Борджиа» в Большом зале Ленинградской филармонии.
Умер 22 ноября 1963 года в Ленинграде, похоронен на Богословском кладбище.

### Семья
- отец — Давид Ксендзовский[39];
- мать — Голда Ксендзовская[39];

- брат — Александр Давыдович Ксендзовский, администратор театра «Музыкальная Комедия»[32];
- жена — Изабелла Михайловна Орлова, актриса[40].

## Роли в театре
- «Баядера» Имре Кальмана — Раджами
- «В волнах страстей» Валентина Валентинова — Борис
- «Важная персона» Генриха Рейнхардта — Густав
- «Весёлая вдова» Франца Легара — Камила Росильон
- «Гейша» Сидни Джонса — лейтенант Катано
- «Граф Люксембург» Франца Легара — граф Рене
- «Дама в красном» Роберта Винтерберга — Феликс Вондорф
- «Девушка-сыщик» Леона Иесселя — Юлиан
- «Дорина и случай» Жана Жильбера — Роберт
- «Дочь рынка» («Дочь мадам Анго») Шарля Лекока — Анж Питу
- «Жирофле-Жирофля» Шарля Лекока — Мараскин
- «Жрица огня» Валентина Валентинова — Этьен
- «Идеальная жена» Франца Легара — граф Пабло де Кавалетти
- «Катя-танцовщица» Жана Жильбера — принц Саша
- «Корневильские колокола» Робера Планкета — Гренише
- «Королева экрана» Жана Жильбера — барон Виктор де Гардэн
- «Король веселится» Рудольфа Нельсона — Леонтин Бавардус
- «Корсиканка» Оскара Штрауса — граф Дидье Лаваллет
- «Летучая мышь» Иоганна Штрауса — Альфред
- «Лиса Патрикеевна» («Мадемуазель Нитуш») Флоримона Эрве — Фернан Шамплатро
- «Марица» Имре Кальмана — граф Тассило
- «Мистер Икс» Имре Кальмана — Мистер Икс
- «Морской разбойник (Гаспарон)» Карла Миллёкера — граф Эрминио
- «Наивный маркиз» Вильгельма Шпачека — Аристид
- «Нищий миллионер» Роберта Винтерберга — граф Болослаф Пржебальский
- «Нищий студент» Карла Миллёкера — Симон Рыманович
- «О чём мечтают девушки» Лео Ашера — граф Яро Дратислав
- «Подвязка Борджиа» Михаэля Краусса — граф Нерро
- «Польская кровь» Оскара Недбала — граф Болеслав Баранский
- «Продавец птиц» Карла Целлера — Адам
- «Путешествие в Китай» Франсуа Базена — Генрих де Корнжуазон
- «Редкая парочка» Карла Цирера — Ролланд
- «Роз-Мари» Рудольфа Фримля и Герберта Стотхарта — Джим Кеньон
- «Романтическая женщина» Карла Вейнбергера — Курт фон Гагельт
- «Сельский музыкант» Оскара Штрауса — Фридель Пазингер
- «Сильва» Имре Кальмана — Эдвин Роланд
- «Тайны гарема» Валентина Валентинова — Муза
- «Фраксита» Франца Легара — Арман Мирбо
- «Холопка» Николая Стрельникова — Андрей Туманский
- «Цыганская любовь» Франца Легара — Сандор
- «Цыганский барон» Иоганна Штрауса — Шандор Баринкай
- «Чары весны» Иоганна Штрауса — Густав Ландман
- «Шалости Амура» Жана Сильва — Аламир
- «Шалунья» Карла Цирера — лейтенант Бернье
- «Эриван» Оскара Недбала — Эриван

## Награды
- медаль «За оборону Ленинграда» (3 июня 1943)[41]
- медаль «За боевые заслуги» (12 ноября 1945)[42]
- медаль «За победу над Германией в Великой Отечественной войне 1941—1945 гг.»[33]
- медаль «За доблестный труд в Великой Отечественной войне 1941—1945 гг.»[33]

## Комментарии
1. ↑  В 1929 году театр «Музыкальная Комедия» был национализирован, на его основе был создан Ленинградский государственный театр музыкальной комедии, в состав труппы которого вошли также артисты Харьковского театра музыкальной комедии[23][24].